# 阿姆塞爾弗盧山
46°45′59.25204″N 9°43′58.88028″E / 46.7664589000°N 9.7330223000°E

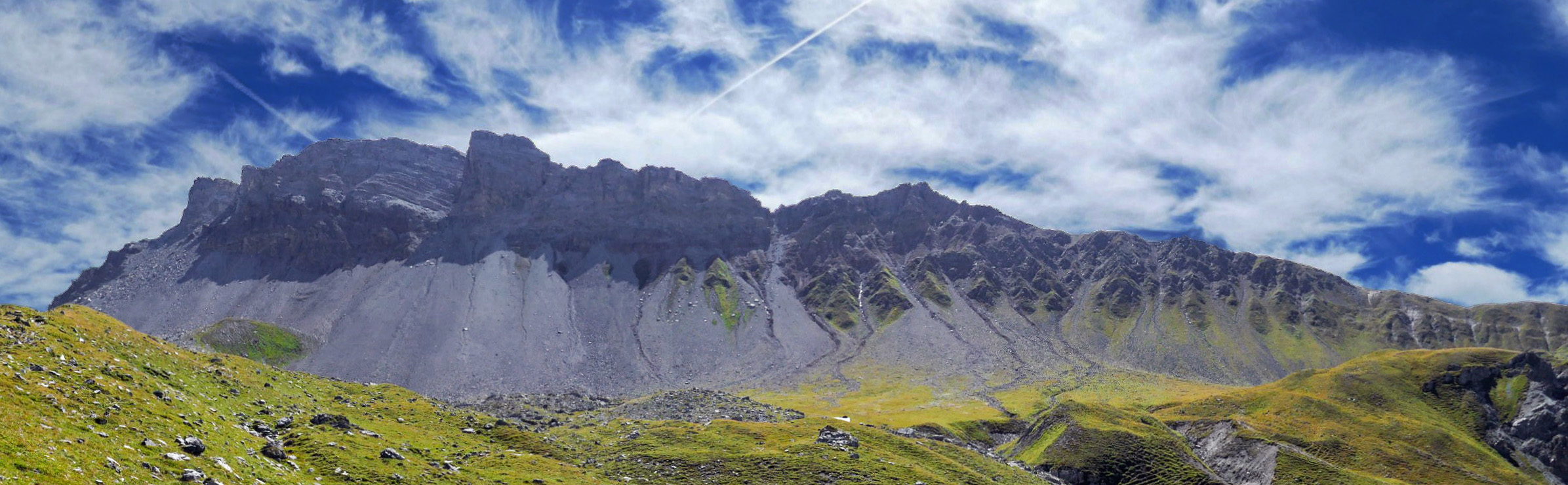

阿姆塞爾弗盧山（Amselflue），是瑞士的山峰，位於該國東南部，由格勞賓登州負責管轄，屬於普萊蘇爾阿爾卑斯山脈的一部分，海拔高度2,781米，每年平均降雨量1,729毫米。